# Юссеф Еззат
Юссеф Еззат (14 грудня 1997) — єгипетський стрибун у воду.
Учасник Олімпійських Ігор 2016 року, де в стрибках з 3-метрового трампліна посів 25-те місце.